# Австралийско-новозеландские отношения
Австралийско-новозеландские отношения — двусторонние отношения между Австралией и Новой Зеландией. Дипломатические отношения между странами были установлены в 1931 году.

## История
В 1901 году Новая Зеландия решила не присоединяться к Австралии в качестве штата, а установить тесные политические контакты с этой страной. На правительственном уровне отношения Австралии с Новой Зеландией являются самыми близкими и всеобъемлющими из всех их двусторонних отношений. Премьер-министры, министры иностранных дел, министры торговли и министры обороны этих стран проводят ежегодные официальные переговоры.
Австралия и Новая Зеландия являются историческими союзниками, располагаются с разных сторон Тасманова моря. Тесные отношения были сформированы благодаря миграционным, торговым и оборонным связям. Каждый год сотни тысяч австралийцев и новозеландцев пересекают Тасманово море в качестве туристов, для деловых целей или для посещения членов семьи. По оценкам, около 650 000 новозеландских граждан живут в Австралии (что составляет около 15 % от населения Новой Зеландии), в то время как в Новой Зеландии насчитывается около 65 000 австралийцев. В 1973 году страны подписали Trans-Tasman Travel Arrangements, благодаря этому соглашению австралийцы и новозеландцы могут свободно перемещаться между странами, а также не имеют ограничений на срок пребывания и трудоустройство. 
Австралия и Новая Зеландия тесно сотрудничают на международной арене: Форум тихоокеанских островов, Азиатско-Тихоокеанское экономическое сотрудничество и Ассоциация государств Юго-Восточной Азии (АСЕАН). 1 января 2010 года было подписано Соглашение о свободной торговле между Австралией, Новой Зеландией и АСЕАН. Австралия и Новая Зеландия тесно сотрудничают в рамках ВТО, а также путем участия в Кернской группе. 17 февраля 2017 года прошла встреча премьер-министра Австралии Малкольма Тёрнбулла и премьер-министра Новой Зеландии Билла Инглиша в городе Куинстаун на Южном острове Новой Зеландии.   

## Экономические отношения
В 2016 году товарооборот между странами составил сумму 24,8 млрд. долларов США. Австралия поставила товаров в Новую Зеландию на сумму 8,7 млрд. долларов США, в то время как импорт товаров из Новой Зеландии составил сумму 7,6 млрд. долларов США. Также в сфере услуг страны получили в бюджет 8,5 млрд долларов США. В 2017 году Австралия была основным торговым партнёром Новой Зеландии, её крупнейшим пунктом поставки экспортной продукции, а также самым крупным партнёром в сфере оказания услуг. 